# Acharif Mohamed Mokhtar
 (décembre 2017).
 (décembre 2017).
Acharif Mohamed Mokhtar, alias Asha Ag Habata, est un Touareg de la tribu Ifoghas de Tidène, massif de l'Aïr au nord du Niger.

## Biographie
Il a fait ses études primaires à l'école des missionnaires du département de Tchirozerine. L'enfant ayant fini premier du centre aux examens primaires, son père garde républicain l'inscrivit au prytanée militaire en tant qu'élève-officier à Saint-Louis au Sénégal. Il continua entre 1985 et 2001 sa formation d'officier à Bouaké en Côte d'Ivoire, à Koulikoro au Mali et à Alger. Il revint au Niger au début des années 2000 pour devenir officier responsable du centre d'instruction militaire de Tondi-Biah à Niamey.
De 2002 à 2004, il est adjoint au commandant des forces régionales de maintien de la paix au lac Tchad. Il est ensuite nommé Directeur administratif et financier des FNIS (Forces Nationales d Intervention et de Sécurité) pour la période 2004-2006. Il est l'artisan de la modernisation de l'administration militaire au Niger en l'informatisant, en encodant les archives (une première au Niger !) et décentralisant les différents départements administratifs et financiers au niveau régional.
Brillant et efficace, il est nommé au poste de Directeur administratif et financier de l'hôpital national de Niamey par le premier ministre Hama Amadou , une nomination qui déplut à son supérieur hiérarchique et chef d'état major des armées le général Moumouni Boureima (impliqué dans plusieurs coups d états au Niger). Ce dernier le fit arrêter sans preuves ni procès à la cellule de l'état major.[réf. nécessaire]
Au sortir de cette brutale arrestation sans motif valable, le capitaine Acharif se réfugie au Mali jusqu'en février 2007. Après l'attaque d'Iférouane au Niger en février 2007 par les éléments du MNJ (Mouvement des Nigériens pour la Justice) qui réclament une meilleure répartition des recettes de l'uranium exploité dans les zones touarègues du Niger, il est arrêté par l'armée malienne qui l'accuse d'en être l'auteur. Il rejoint le MNJ dont il devient vice-président dans le maquis de Tamgak en mars 2007. 
Avec son oncle maternel Mohamed Soliman, ils livrent leurs derniers combats à Tezirzayt sur le mont Tamgak au Nord Niger le 28 juin 2008.
Touché par des tirs des missiles et de mitrailleuses des M24, il est fait prisonnier, puis exécuté et filmé par ses ex‑compagnons d'armes sur ordre de son ex‑chef d'état major des armées, le Président nigérien avec l'appui de Paris et Areva, pour avoir osé demandé les droits de son peuple sur ses terres[réf. nécessaire].
La vidéo de cette exécution extra judiciaire est une preuve irréfutable de crime de guerre et de violations flagrantes des conventions internationales ratifiées par le Niger.
Il repose toujours dans le Sahara nigérien dans une fosse commune, lui et plusieurs de ses compagnons touaregs du MNJ.